# Richard Playne Stevens
Richard Playne Stevens (Tonbridge, 11 settembre 1909 – Hulten, 14 dicembre 1941) è stato un militare e aviatore britannico, asso dell'aviazione da caccia notturna durante la seconda guerra mondiale, con 14 vittorie accertate, due probabili e un aereo danneggiato.

## Biografia
Nacque a Tonbridge, Kent, l'11 settembre 1909, figlio di Sidney Agar e Isabel Dora Wilson. Nel 1928 si trasferì in Australia in seguito al "Big Brother Movement", dove andò a lavorare in un ranch che allevava pecore, e nel 1932 entrò nella Palestine Police dove rimase in servizio per i successivi quattro anni. Nel 1936 rientrò in Gran Bretagna, conseguendo il brevetto di pilota civile a Shorenham, Sussex, e poi lavorando come pilota di linea civile sulla tratta Croydon-Parigi. Sposatosi a Barwick, nel Somerset, con Mabel Olive Hyde, la coppia ebbe una figlia Frances Mary. Membro della Royal Air Force Volunteer Reserve, dopo lo scoppio della seconda guerra mondiale fu richiamato in servizio attivo nella Royal Air Force con il grado di sergente pilota, volando nei reparti da aerocooperazione. Tra il 26 ottobre e il 26 novembre 1940 frequentò il corso di conversione al pilotaggio dei caccia Hawker Hurricane presso il No.6 OTU sul campo d'aviazione di Sutton Bridge.
Trasferito in servizio al No.151 Squadron del 12° Fighter Group, di stanza a Wittering, si specializzò nelle operazioni di caccia notturna, combattendo nelle fasi finali della battaglia d'Inghilterra. Divenuto Flight Lieutnant, tra il gennaio e il dicembre 1941 conseguì 14 vittorie aeree, abbattendo 8 bombardieri Heinkel He 111, 5 Junkers Ju 88 e un Dornier Do 17.  Il 12 novembre 1941 fu trasferito al No.253 Squadron, da dove iniziò ad operare in missioni di caccia notturna sui territori occupati dal tedeschi.
Perse la vita il 15 dicembre 1941, durante una missione di caccia notturna sui Paesi Bassi. Quella notte pilotò il suo Hurricane Mk.II Z3465 (SW-) in una missione di attacco contro l'aeroporto di Gilze Rijen, quando per cause mai accertate il suo aereo precipitò al suolo vicino a Gilze en Rijen. A quella data risultava decorato con il Distinguished Service Order e con la Distinguished Flying Cross con bar. La salma fu poi sepolta nel Commonwealth War Cemetery di Bergen op Zoom, dove tuttora si trova.

### Fonti
1. 1 2 3 4 5 6 7 8  Shores, Williams 2008, p. 570.
2. ↑  Goodrum 2005, p. 18.
3. ↑  Bowyer  2001, p. 50.
4. 1 2  Bowyer  2001, p. 51.
5. ↑  Churchill 1949, p. 44.